# Anisodes aedes
Anisodes aedes är en fjärilsart som beskrevs av Louis Beethoven Prout 1938. Anisodes aedes ingår i släktet Anisodes och familjen mätare. Inga underarter finns listade i Catalogue of Life.